# Den sorte drøm
Den sorte drøm er en dansk stumfilm fra 1911 produceret af Fotorama og instrueret af Urban Gad og med stjerneskuespillerne Asta Nielsen og Valdemar Psilander i hovedrollerne. Den er en af kun fire danske film med Asta Nielsen og er i stil og emne meget lig  Balletdanserinden.
Filmen havde dansk premiere den 4. september 1911 i Panoptikon og blev i tysktalende lande distribueret som Der Schwartze Traum. 

## Handling
Den unge cirkusrytter Stella (Asta Nielsen) er fanget mellem to mænds kærlighed: juveler Hirsch (Gunnar Helsengreen) og grev Waldberg (Valdemar Psilander). Selv elsker hun elsker greven, men juveleren udfordrer ham til et spil hasardkort. Waldberg starter med held, men heldet vender snart og taber igen og igen og tvinges til sidst til at underskrive et gældsbevis på det astronomiske beløb af 85.000 Mark. I desperation køber greven en pistol, og vil dræbe sig selv, men Stella opdager pistolen og tager den fra ham. Hun går hjem til juveleren og stjæler en halskæde fra ham. Juveleren ser tyveriet i et spejl med gør intet for at stoppe hende. I stedet følger han hende tilbage til greven, som Stella overdrager halskæden til og opfordrer ham til at sælge den så han kan betale gælden. Efter de skilles, tager juveleren fat i hende og beskylder hende for tyveri, om end han ikke overdrager hende til politiet selv om han har chancen. I stedet tvinger han hende til at gå med til en middagsaftale. I mellemtiden sælger greven halskæden til en anden juveler, som juveler Hirsch køber den tilbage fra. Stella tager af sted til sin middagsaftale men glemmer sin taske hvori greven finder pistolen og en besked der leder ham til juvelerens hjem. Greven beskylder hende for utroskab og skyder hende. Med sine sidste kræfter før døden, fortæller hun ham om sagens rette omstændigheder.

## Rolleliste
| Skuespiller          | Rolle                    |
| -------------------- | ------------------------ |
| Asta Nielsen         | Stella, cirkusdanserinde |
| Valdemar Psilander   | Johan Waldberg, greve    |
| Gunnar Helsengreen   | A. Hirsch, juvelér       |
| Poul Baastrup        | Cirkustjener             |
| Ellen Gottschalch    |                          |
| Peter Fjelstrup      |                          |
| Ellen Feldmann       |                          |
| Adolf Tronier Funder |                          |
| Hans Albers          |                          |

## Restauration
Den sorte drøm er blevet restaureret i en ny digitaliseret udgave og genudgivet af Det Danske Filminstitut. Den kommer i DVD samling med alle fire af Asta Nielsens danske stumfilm: Afgrunden (1910),  Balletdanserinden (1911), Den sorte drøm (1911), Mod Lyset (1919).